# Спектор, Марк Борисович
Марк Бори́сович Спе́ктор (родился в 1903 году, Николаев, одноим. губерния, Российская империя — умер в августе 1985 года, Москва, СССР) — начальник 6-го отдела, впоследствии 7-го отдела 2-го управления (Управления особых отделов) НКВД СССР, полковник Госбезопасности СССР (1943).

## Биография
Родился в еврейской семье печника. В РКП(б) с октября 1920 (член РКСМ с 1918 до 1923). Образование получил, окончив 2 класса казённого еврейского училища в Николаеве в 1915 году. Работать начал с 12 лет переплётчиком, учеником столяра в частных мастерских Николаева с февраля 1916 года. С апреля 1917 г. стал подручным слесаря на судостроительном заводе «Наваль» в Николаеве, где проработал до февраля 1919 года. Будучи помощником слесаря, Спектор в 1918 году стал одним из организаторов коммунистического союза молодёжи в Николаеве. Принимал участие в революционных событиях осени 1917 года в качестве красногвардейца; позднее — в подпольной работе. Во время гражданской войны и иностранной интервенции 1918—22 годов был рядовым солдатом 2-го Николаевского пограничного полка (с февраля по май 1919 года). С мая 1919 по январь 1920 гг. М. Спектор вновь стал подручным столяра в одной из частных мастерских родного города.
С января по апрель 1920 года Марк Борисович являлся сотрудником Николаевской губернской ЧК. Затем становится секретным сотрудником Николаевской губернской чрезвычайной комиссии (ГубЧК) под именем Матвея Бойченко и, по личному заданию председателя николаевской ГубЧК Абашидзе (впоследствии убитого и посмертно изрубленного анархистами), внедряется в анархистскую группу «Набат» и в повстанческую армию Н. И. Махно. В махновском войске М. Бойченко (М. Б. Спектор) стал адъютантом Ильи Гордеева (укр. Тепера) — начальника политотдела при Несторе Махно, видного анархиста, который пользовался полным доверием «батьки». Удивительно, но молодому чекисту, которому едва исполнилось семнадцать, удалось завербовать начальника политотдела, который стал основным источником информации. За успешно проведённую операцию и найденный в Николаевских катакомбах клад получил наградной пистолет Маузер из рук Ф. Э. Дзержинского.
В РККА политбоец 369-го полка 41-й стрелковой дивизии с мая по август 1920, затем политбоец 1-го разведывательного батальона войск Херсонского направления до октября 1920. Далее вновь в Николаевской губернской ЧК и в центральном аппарате ВУЧК-ГПУ УССР. С 1925 по 1927 курсант Высшей пограничной школы ОГПУ, после окончания которой служил помощником коменданта (по секретно-оперативной части) участка 26-го Одесского погранотряда ОГПУ, затем работал в органах ГПУ-НКВД в Одессе (дважды), Полтаве, Виннице, Днепропетровске, Харькове. С августа 1937 начальник 4-го отдела (СПО) УГБ УНКВД Одесской области, с октября того же года - заместитель начальника УНКВД Одесской области. С марта 1938 работал в Киеве (временно исполнял должности начальника 3-го отдела УГБ НКВД УССР и заместителя начальника УНКВД Киевской области). С июля 1938 в центральном аппарате военной контрразведки - начальник 6-го, 7-го отделов 2-го управления (УОО) НКВД СССР, с сентября того же года (после реорганизации) заместитель начальника 10-го отделения 4-го отдела ГУГБ НКВД СССР.
С февраля 1941 начальник отдела 3-го управления Народного комиссариата ВМФ СССР. С декабря 1941 по апрель 1942 начальник Особого отдела Северного флота, с сентября 1942 заместитель начальника особых отделов 2-й резервной и 63-й армий, затем в резерве ГУКР «Смерш» НКО СССР. С 1944 по 1946 начальник отделения и Особой инспекторской группы Секретариата НКГБ-МГБ СССР.
В 1946 М. Б. Спектор по болезни вышел на пенсию, затем долгое время работал юристом, занимался литературным трудом. Пенсионер МГБ в Москве с июня 1946 по март 1947, затем заведующий юридической консультацией Дзержинского района Москвы с марта 1947 по февраль 1950, Первомайского района Москвы с марта 1950. Впоследствии заместитель председателя Московской городской коллегии адвокатов. Умер в августе 1985 и похоронен на Введенском кладбище в Москве.

### Звания
- старший лейтенант государственной безопасности, 23.03.1936;
- капитан государственной безопасности, 17.11.1937;
- бригадный комиссар, 1941;
- полковник, 14.02.1943.

### Награды
Награждён орденами Ленина, Красного Знамени (1944), Красной Звезды (1937), Отечественной войны 1-й степени (1943) и дюжиной медалей.

## Публикации
- Спектор М. Б. «Глухой» фармацевт. Библиотека журнала «Пограничник». М., 1982;
- Спектор М., Серебряков П. Золото для революции. Библиотека журнала «Пограничник». М., 1978.
- Спектор М., Коротеев Н. В логове Махно. Подвиг, т. 5. М. 1969;
- Марченко А. Т. Чекисты рассказывают. (Марченко А., Востоков В., Киселев Я., Спектор М., Авдеев А., Тарасов Д., Ермоленко Н., Листов В., Папуловский И., Торпан А., Кононенко И., Василенко Г., Кренев П., Лапса Я., Кокоревич Н.) Книга 7-я. М., 1987.